# Sulawesi-Streifengesicht-Flughund

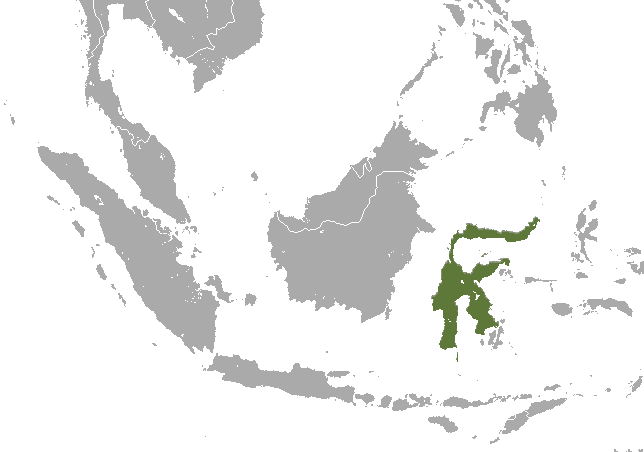
Verbreitungsgebiet des Sulawesi-Streifengesicht-Flughundes

Der Sulawesi-Streifengesicht-Flughund (Styloctenium wallacei) ist ein in Südostasien verbreitetes Fledertier in der Familie der Flughunde. Er bildet mit dem Mindoro-Streifengesicht-Flughund (Styloctenium mindorensis) die Gattung Styloctenium. Der Artzusatz im wissenschaftlichen Namen ehrt den britischen Naturforscher Alfred Russel Wallace.

## Merkmale
Mit einer Kopf-Rumpf-Länge von 145 bis 200 mm, einer Unterarmlänge von 90 bis 103 mm und einem Gewicht von 174 bis 218 g zählt die Art zu den kleineren Flughunden. Die Hinterfüße sind 27 bis 32 mm lang, die Länge der Ohren beträgt 17 bis 25 mm und ein Schwanz fehlt. Auffälligstes Merkmal sind die zwei weißen Streifen an den Seiten der Schnauze, die bis zu 105 mm lang sind und ein länglicher weißer Fleck über jedem Auge sowie ein schmaler weißer Schnauzbart. Eine vergleichbare Zeichnung hat nur der Mindoro-Streifengesicht-Flughund. Die Grundfarbe des Kopfes ist rotbraun und die Augen sind dunkelbraun. Die rotbraune Färbung des weichen Fells setzt sich auf dem Körper fort, wobei Kehle, Brust und Bauch etwas heller sind. Um die Schultern ist oft ein grauer Mantel mit bräunlichen Tönen vorhanden. Typisch für die durchscheinenden Flügel sind Punkte, die parallel zu den Fingern liegen. Wie für Flughunde üblich, kommt am Zeigefinger eine Kralle vor. Diese ist wie die Fußkrallen schwarz. Verglichen mit dem Mindoro-Streifengesicht-Flughund sind bei der Art Schädel und Zähne weniger robust. Die 30 Zähne verteilen sich nach der Zahnformel I 2/1, C 1/1, P 3/3, M 2/2.

## Verbreitung und Lebensweise
Dieser Flughund lebt auf Sulawesi und auf kleineren Inseln im Umfeld. Er bewohnt das Flachland und Gebirge bis 1800 Meter Höhe. Der Sulawesi-Streifengesicht-Flughund hält sich in tropischen Regenwäldern auf und besucht Plantagen sowie Gärten. Gewöhnlich werden in diesen Kaffeepflanzen, Cocasträucher, Rambutan und Durianbäume angebaut.
Soweit bekannt sind die Individuen nacht- oder dämmerungsaktiv. Sie ruhen am Tage allein und überfliegen freie Flächen zwischen Wäldern. Die Nahrung besteht aus Früchten, Nektar und Pollen. Zum Fortpflanzungsverhalten gibt es keine Angaben.

## Gefährdung
Der Bestand ist gebietsweise durch Waldrodungen bedroht. Außerhalb des Bogani Nani Wartabone Nationalparks werden mehrere Exemplare als Bushmeat gejagt. Laut Schätzungen nahm die Gesamtpopulation in den 15 Jahren vor 2013 mit 25 bis 29 Prozent ab. Die IUCN listet den Sulawesi-Streifengesicht-Flughund in der Vorwarnliste (near threatened).